# Mitcham Common

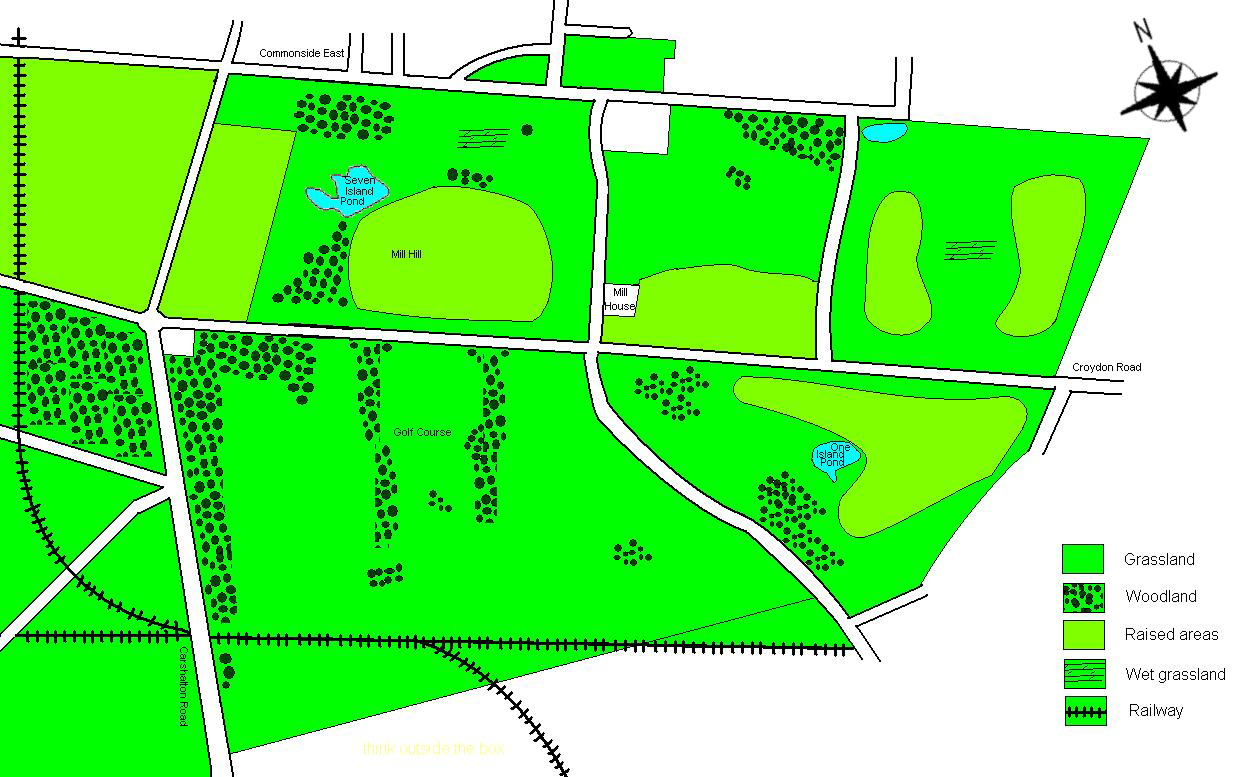
Plan de Mitcham Common

Mitcham Common est un terrain communal de 182 hectares situé dans le sud de Londres. Il se trouve principalement dans le quartier londonien de Merton, avec des parties chevauchant les frontières de Croydon et Sutton. Il est désigné site d'importance métropolitaine pour la conservation de la nature. 

## Histoire
À l'époque féodale, le sol le plus pauvre et le moins productif d'une paroisse était désigné comme terrain commun disponible pour les paroissiens pour faire paître les animaux et couper le gazon et le bois de chauffage. Les membres de cette communauté avec ces droits étaient connus comme commoners. Cependant, au XIXe siècle, lorsque le matériel pour la construction de routes est devenu une ressource précieuse, l'ancien pâturage a été remplacé par une série de fosses pour l'extraction du gravier. 
Ces travaux ont atteint une proportion telle que l'opposition du public a abouti à la protection du Common en vertu de la Metropolitan Commons Act et le coût de son entretien a été réparti entre les conseils paroissiaux de Mitcham, Beddington, Wallington et Croydon selon à la proportion du Common dans chaque limite de paroisse. 

Mitcham, qui fait maintenant partie du  Borough londonien de Merton, supporte la majorité des coûts, le reste allant aux arrondissements londoniens de Croydon et Sutton.

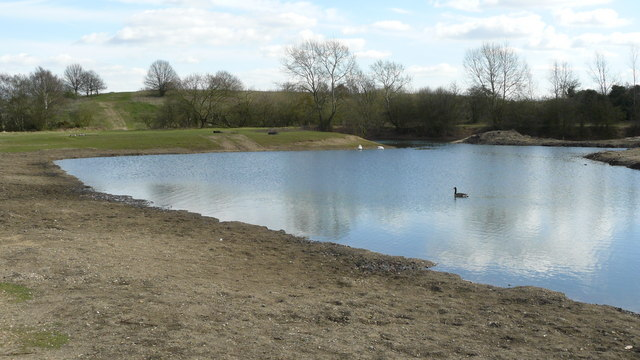
Seven Islands Pond
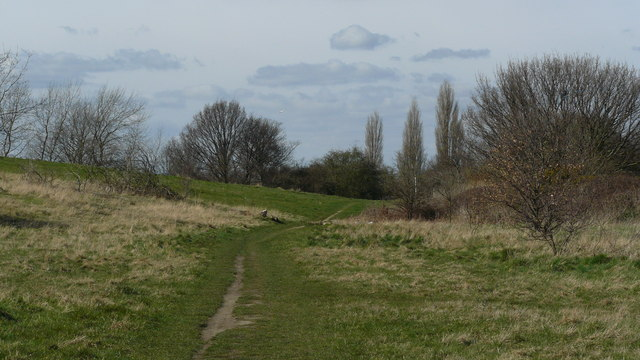
Paysage
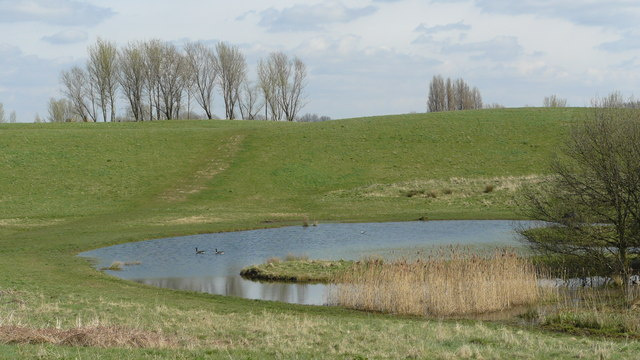
Bidder's Pond
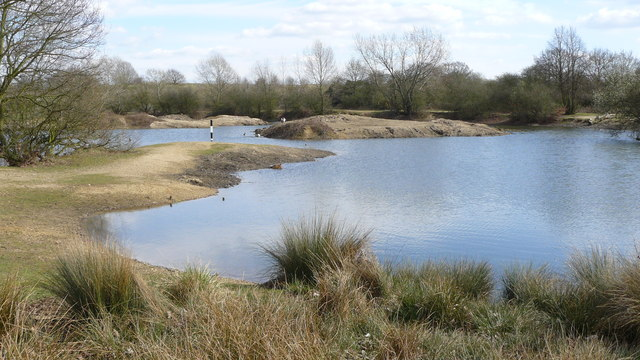
Seven Islands Pond

## Géographie et environnement

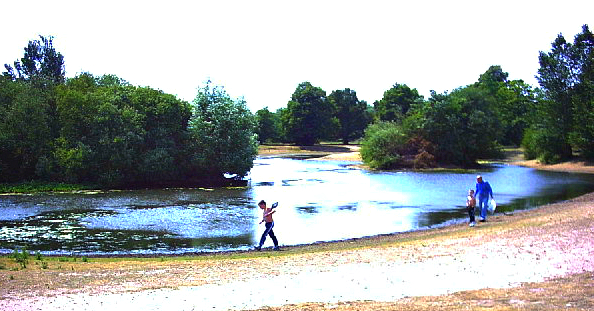
Étang sur Mitcham Common.

Le cours de la Tamise s'est progressivement modifié, exposant les graviers initialement colonisés par les graminées et autres plantes à fleurs. Au fil du temps, les espèces ligneuses ont lentement submergé ces premiers colonisateurs, développant une végétation broussailleuse lâche qui est devenue plus dense jusqu'à ce que la forêt se soit développée. Les premiers humains étaient responsables de la coupe des arbres et de la suppression de leur régénération en faisant paître le bétail et en coupant le gazon et le bois pour se chauffer. 
À la fin du XIXe siècle, ces pratiques ont cessé et les bois ont pu se régénérer. Ce processus a permis une succession de prairies, à travers une série d'étapes intermédiaires, à des zones boisées. 
L'étang des Sept Îles est le plus grand des étangs du Common, et a été créé à la suite de l'extraction de gravier au cours du 19e siècle. L'étang le plus récent à être créé, Bidder's Pond, a été créé en 1990 et porte le nom de George Parker Bidder. 

## Bâtiments
Il y a quelques bâtiments sur le Common. Les bâtiments qui composent le Windmill Trading Estate existent sous une forme ou une autre depuis 1782, date à laquelle le domaine a été créé comme lieu de travail pour les pauvres. Les entreprises ayant utilisé les bâtiments comprennent Hooper Telegraph Works. Récemment, le domaine a été remplacé par un ensemble mixte de logements. Le Mill House Ecology Centre et le Harvester (anciennement le Mill House Pub) sont situés près du site d'un ancien moulin à vent, dont les vestiges existent toujours. Il existe également une pierre de granit sculptée en commémoration de George Parker Bidder. 

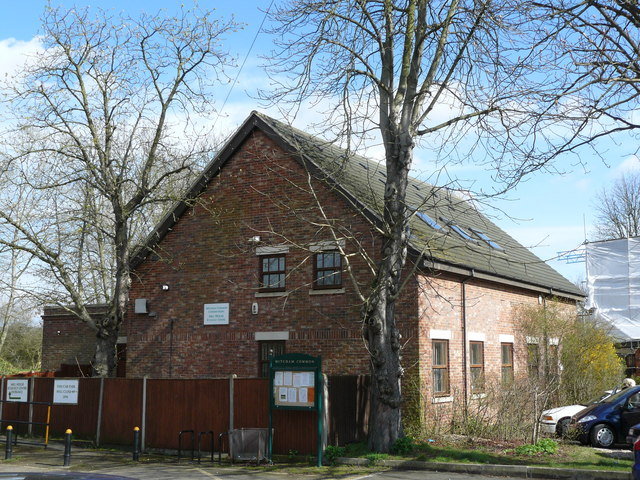
Mill House Ecology Centre
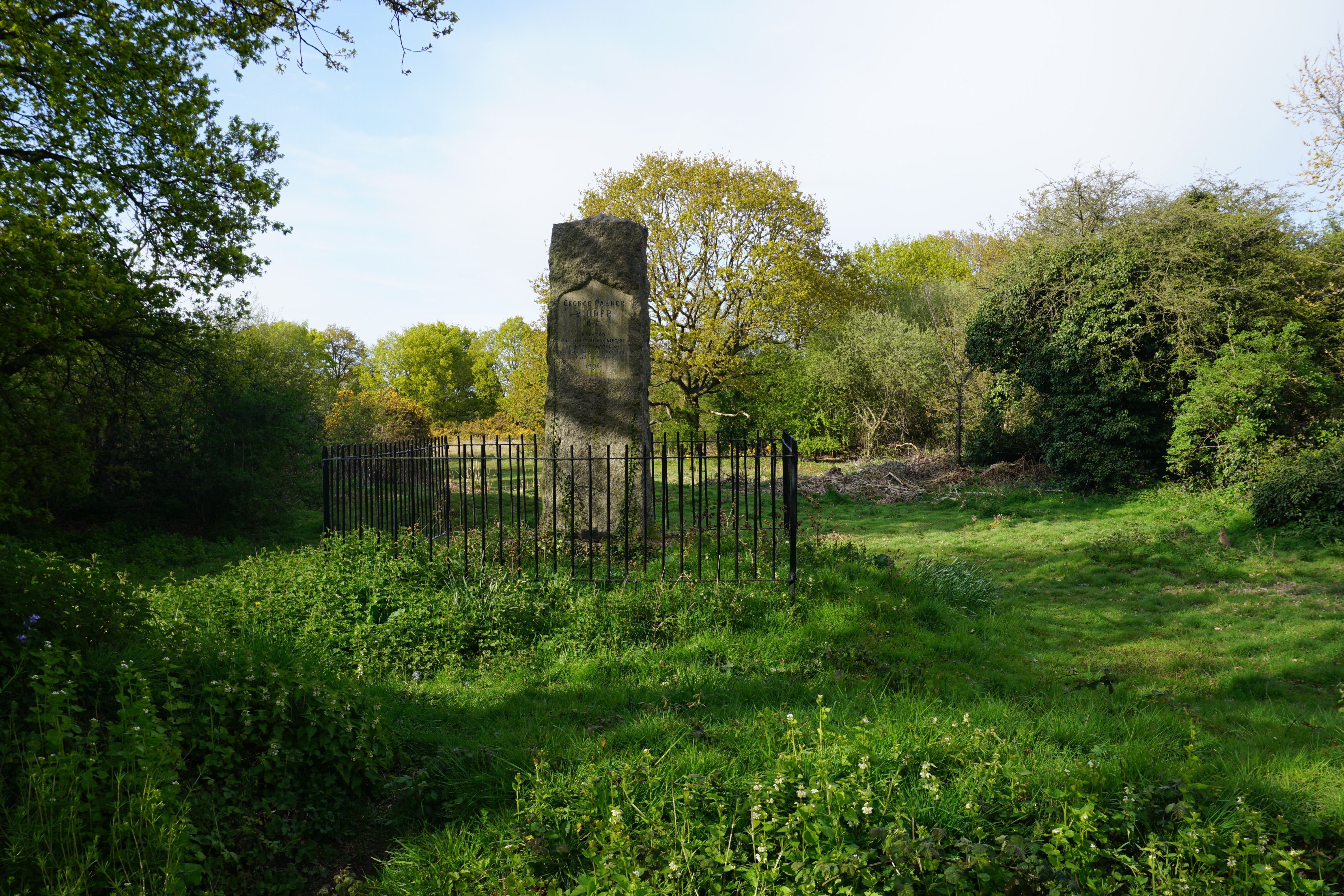
Monument à George Parker Bidder
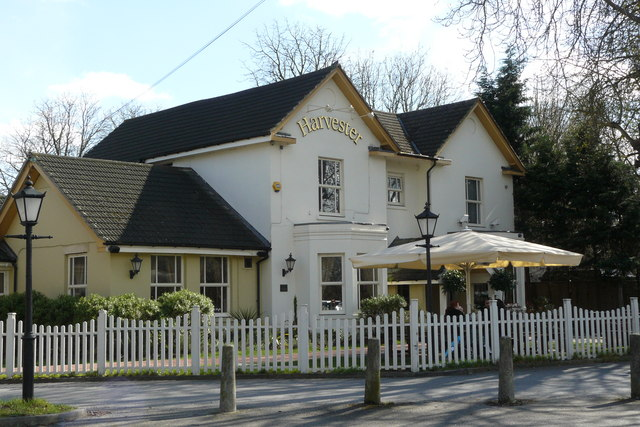
Mill House Pub